# Storthyngomerus minor
Storthyngomerus minor là một loài ruồi trong họ Asilidae. Storthyngomerus minor được Lindner miêu tả năm 1955. Loài này phân bố ở vùng nhiệt đới châu Phi.